# Бривзак
Бривзак (фр. Brivezac) насеље је и општина у централној Француској у региону Лимузен, у департману Корез која припада префектури Бриве ла Гајар.
По подацима из 2011. године у општини је живело 179 становника, а густина насељености је износила 21,72 становника/km². Општина се простире на површини од 8,24 km². Налази се на средњој надморској висини од 160 метара (максималној 432 m, а минималној 139 m).

## Демографија
| 1962. | 1968. | 1975. | 1982. | 1990. | 1999. | 2011. |
| ----- | ----- | ----- | ----- | ----- | ----- | ----- |
| 246   | 303   | 275   | 224   | 208   | 199   | 179   |

График промене броја становника у току последњих година